# Feels So Good (album Chuck Mangione)
Feel So Good è il nono album in studio di Chuck Mangione, realizzato nel 1977.

## Accoglienza
Si tratta di uno dei maggiori successi commerciali dell'artista americano. Contiene il brano omonimo, una delle hit più famose del flicornista, nominata ai Grammy Awards 1979.
Il disco è entrato nella classifica Billboard 200, alla posizione numero 2, dietro solo alla colonna sonora de La febbre del sabato sera.

## Tracce
1. "Feels So Good" – 9:42
2. "Maui-Waui" – 10:13
3. "Theme from Side Street" – 2:05
4. "Hide and Seek (Ready or Not Here I Come)" – 6:25
5. "Last Dance" – 10:54
6. "The XIth Commandment" – 6:36

## Formazione
- Chuck Mangione: flicorno
- Grant Geissman: chitarra
- Charles Meeks: basso
- James Bradley: batteria, percussioni

## Curiosità
- La canzone Feels So Good è un tema ricorrente della sitcom King of the Hill.
- La canzone è riconosciuta da Doctor Strange nel film omonimo della Marvel. Il protagonista corregge la data riportata da Wikipedia mentre sta facendo un intervento neuro-chirurgico.[1]